# Odontophrynus monachus
Odontophrynus monachus é uma espécie de anfíbio da família Odontophrynidae. Endêmica do Brasil, pode ser encontrada no estado de Minas Gerais.